# Примирје 11. новембра 1918.
Примирје 11. новембра 1918. је потписано у Ле Франкпорту код Компијења којим су окончане борбе на копну, мору и ваздуху у Првом светском рату између Антанте и њиховог последњег преосталог противника, Немачке. Претходна примирја била су договорена са Бугарском, Османским царством и Аустроугарском. Закључено је након што је немачка влада послала поруку америчком председнику Вудроу Вилсону да преговара о условима на основу његовог недавног говора и раније проглашених „Четрнаест тачака“, које су касније постале основа немачке предаје на Париској мировној конференцији, који се догодио следеће године.
Познато и као Компијенско примирје (фр. Armistice de Compiègne) на основу места где је званично потписано у 5:45 од стране савезничког врховног команданта, француског маршала Фердинанда Фоша, ступило је на снагу у 11:00 11. новембра 1918. и означило је победу Савезника и пораз Немачке, иако формално не и предају.
Стварни услови, које је углавном написао Фош, укључивали су прекид непријатељстава на Западном фронту, повлачење немачких снага са запада Рајне, савезничку окупацију Рајнске области и мостобрана даље на истоку, очување инфраструктуре, предају авиона, ратних бродова и војног материјала, ослобађање савезничких ратних заробљеника и интернираних цивила, евентуалне репарације, без ослобађања немачких заробљеника и без попуштања поморске блокаде Немачке. Примирје је продужено три пута док су настављени преговори о мировном споразуму. Версајски уговор, који је званично потписан 28 јуна 1919, ступио је на снагу 10. јануара 1920. године.
Борбе су настављене до 11:00 11. новембра 1918. Укупно 2.738 мушкараца је умрло последњег дана рата.
Примирје је садржало 34 тачке.

## Процес преговарања
Примирје је било резултат ужурбаног и очајничког процеса. Немачка делегација на челу са Матијасом Ерцбергером прешла је линију фронта у пет аутомобила и десет сати је пратила разорену ратну зону Северне Француске, стигавши ујутру 8. новембра 1918. године. Потом су одведени на тајну дестинацију приватним возом Фердинанда Фоша паркираног на коловозу у Компијењској шуми.
Фош се појавио само два пута у три дана преговора: првог дана да пита немачку делегацију шта жели, а последњег дана да се побрине за потписе. Немцима је предат списак савезничких захтева и дато им је 72 сата да се сложе. Немачка делегација није разговарала о савезничким условима са Фошом, већ са другим француским и савезничким официрима. Примирје је представљало потпуну немачку демилитаризацију (види листу испод), уз неколико обећања савезника заузврат. Поморска блокада Немачке није у потпуности укинута све док се не договоре потпуни мировни услови.
Било је врло мало преговора. Немци су успели да исправе неколико немогућих захтева (на пример, разградњу више подморница него што је поседовала њихова флота), продужили су рок за повлачење и уписали свој формални протест због оштрих услова савезника. Али нису били у позицији да одбију да потпишу. У недељу, 10. новембра 1918. Немцима су показане новине из Париза да их обавесте да је Кајзер абдицирао. Истог дана, Еберт је наложио Ерцбергеру да потпише. Кабинет је раније добио поруку од Паула фон Хинденбурга, шефа немачке Врховне команде, у којој се тражи да се примирје потпише чак и ако се савезнички услови не могу побољшати.
Примирје је договорено у 5 часова ујутру 11. новембра 1918, ступило је на снагу у 11 часова , због чега се ова прилика понекад назива „једанаести сат једанаестог дана једанаестог месеца“.

## Пролонгирање
Примирје је продужено три пута пре него што је мир коначно ратификован.
- Прво примирје (11 новембар 1918 – 13 децембар 1918)
- Прво продужење примирја (13 децембра 1918 – 16 јануара 1919)
- Друго продужење примирја (16 јануар 1919 – 16 фебруар 1919)
  - Тревски споразум, 17 јануара 1919.[10]
- Треће продужење примирја (16 фебруар 1919 – 10 јануара 1920)[11]
  - Бриселски споразум, 14 марта 1919.[10]

Мир је ратификован у 4:15 поподне 10. јануара 1920. године.